# Peyveste Hanım
Peyveste Hanım (turco ottomano: پیوسته خانم, lett. "chiacchierona"; nata principessa Hatice Rabia Emuhvari; Pitsunda, 10 maggio 1873 – Parigi, 1943) è stata una consorte del sultano ottomano Abdülhamid II.

## Biografia

### Infanzia
Peyveste Hanım nacque il 10 maggio 1873 a Pitsunda, Abcasia. Nata Hatice Rabia Emuvhari, era un membro della famiglia principesca abcasa degli Emuhvari. Suo padre era il Principe Osman Bey Emuhvari, e sua madre era la Principessa Hesna Hanım Çaabalurhva. Aveva due fratelli maggiori, Hasan Bey e Süleyman Bey, e due sorelle maggiori, Nurhayat Hanım e Emine Mahşeref Hanım (1871 – 1920). Era alta, con occhi verdi e capelli rosso ramati.
Nel 1877, il padre Osman Bey prese parte come volontario nella Guerra russo-turca (1877-1878). Portò sua moglie e i figli a Istanbul e li affidò alle cure del cugino paterno di Hesna Hanım, Davud Bey. Ritornò in Abcasia e fu ucciso in guerra.
La moglie di Davud Bey, Meryem Hanım, che era in servizio nel palazzo, decise di presentare la vedova Hesna Hanım e le sue figlie alla sua cugina paterna Nazikeda Kadın, prima consorte del Sultano Abdülhamid II. Nazikeda acconsentì a prendere le tre ragazze al suo servizio e cambiò loro nome, scegliendo per Hatice Rabia quello di Peyveste Hanim.

### Matrimonio

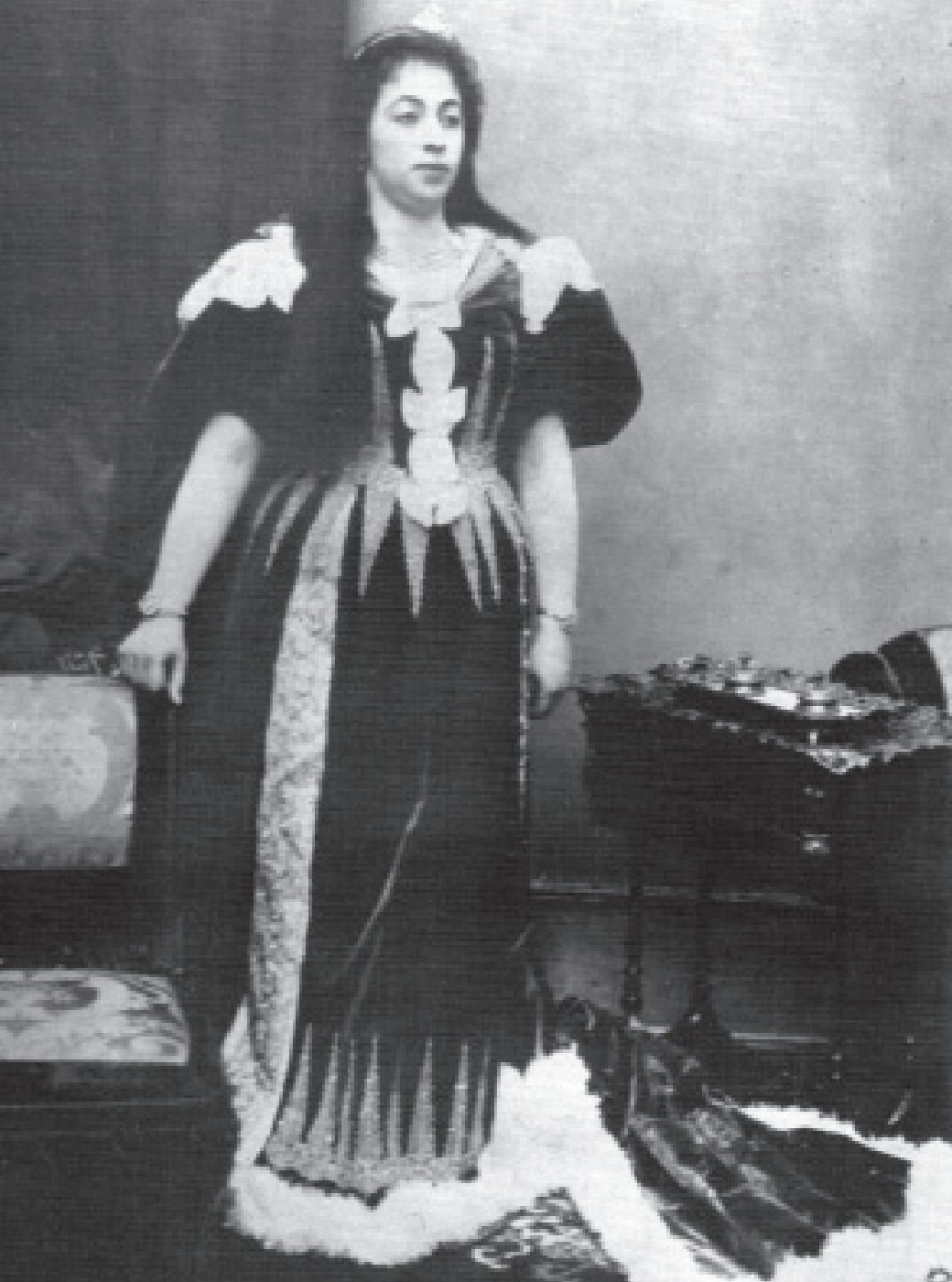
Peyveste Hanım

Peyveste conobbe Abdul Hamid II nel 1890, e lo sposò nel 1893 al Palazzo di Yıldız. Le fu dato il titolo di "Terza Ikbal". Il 15 agosto 1894, un anno dopo il matrimonio, diede alla luce il suo unico figlio, Şehzade Abdürrahim Hayri. Dopo la sua nascita, le fu regalato una villa. Nel 1897, Peyveste rimase incinta per la seconda volta, ma ebbe un aborto spontaneo. Durante il regno di Abdülhamid visse nella sua villa personale, e occasionalmente in uno dei padiglioni nel giardino del Palazzo Yıldız.  
Peyveste era fra le consorti favorite di Abdülhamid, che la rispettava e ammirava al punto di conferirle l'Ordine della Casa di Osman, solitamente riservato ai membri di sangue della dinastia.
Il 27 aprile 1909, Abdülhamid fu deposto e inviato in esilio a Salonicco. Peyveste fu fra le consorti che lo seguirono. Lei e suo figlio lo accompagnarono per qualche tempo. Ritornarono a Istanbul nel 1910, dove comprò una casa in Büyükdere Caddesi, Şişli, dove visse con Sazkar Hanım, la sua preferita fra le altre consorti di Abdülhamid. Le due s'incontravano ogni giorno per condividere un caffè e chiacchierare dei vecchi tempi da Consorti Imperiali. Il figlio di Peyveste, che abitava vicino, spesso si univa a loro.  Dopo che Tessalonica divenne greca nel 1912, Abdul Hamid ritornò a Istanbul al Palazzo di Beylerbeyi, dove morì nel 1918.

### Vedovanza e morte
Dopo la morte di Abdülhamid II, fu inviata nella Mansion Sadaret a Sultanahmet (Fatih). Il 30 maggio 1918, Peyveste incontrò l'Imperatrice Zita di Borbone-Parma nell'harem del Palazzo di Yıldız, quando quest'ultima visitò Istanbul con suo marito l'Imperatore Carlo I d'Austria.
Con l'esilio della famiglia imperiale nel marzo del 1924, Peyveste accompagnò suo figlio a Parigi.
Il 14 gennaio 1925, insieme ad altre consorti, incaricò Sami Günzberg, un noto avvocato turco ebraico, di riottenere dal governo repubblicano gli edifici, terre, miniere, e concessioni lasciate a loro da Abdülhamid situate nel territorio turco e all'estero.
Vendette la sua casa a Şişli e con il denaro ricavato visse una vita confortevole in un appartamento in Boulevard Mourad.
Morì nel 1943, e fu sepolta nel cimitero di Bobigny.

## Discendenza
Da Abdülhamid II, Peyveste Hanım ebbe un figlio: 
- Şehzade Abdürrahim Hayri (15 agosto 1894 - 1 gennaio 1952). Ebbe due consorti, un figlio e una figlia.